# سرگئی هامبارتسومیان
سرگئی آلکساندری هامبارتسومیان (ارمنی: Սերգեյ Ալեքսանդրի Համբարձումյան؛ زاده ۱۷ مارس ۱۹۲۲ – درگذشته ۴ اوت ۲۰۱۸) سیاستمدار، استاد دانشگاه و دانشمند اهل ارمنستان که از سال ۱۹۷۷ تا سال ۱۹۹۱ ریاست دانشگاه دولتی ایروان را بر عهده داشت و دانشمند افتخاری ارمنستان شوروی در سال ۱۹۸۵ بود. از تاریخ ۱۹۷۹ تا تاریخ ۱۹۸۴ سمت نمایندگی دوره دهم شورای عالی اتحاد شوروی را برعهده داشت.

## زندگی‌نامه
در ۱۷ مارس ۱۹۲۲ در آلکساندراپول به دنیا آمد و تحصیلات دبیرستانی را در ایروان در سال ۱۹۳۸ به پایان رسانید. وی در سال ۱۹۴۲ از دانشکده Construction Mechanics دانشگاه پلی‌تکنیک ارمنستان فارغ‌التحصیل شد و در همان‌جا نیز بین سال‌های ۱۹۴۳ و ۱۹۴۸ تدریس نمود. در سال ۱۹۴۶ وی از پایان‌نامه خویش دفاع نمود. او به عنوان سیاستمدار، عضو شورای عالی جمهوری شوروی سوسیالیستی ارمنستان (۱۹۷۵–۱۹۸۰) و عضو شورای عالی اتحادی شوروی (۱۹۷۹–۱۹۸۴) بود. در سال ۱۹۷۷ به عنوان رئیس دانشگاه دولتی ایروان انتخاب شد و تا سال ۱۹۹۱ این سمت را برعهده داشت. وی همچنین برندهٔ جوایزی همچون نشان انقلاب اکتبر، نشان لنین، و نشان دوستی شده است. وی در ۴ اوت ۲۰۱۸ در سن ۹۶ سالگی در ایروان درگذشت.

## نگارخانه

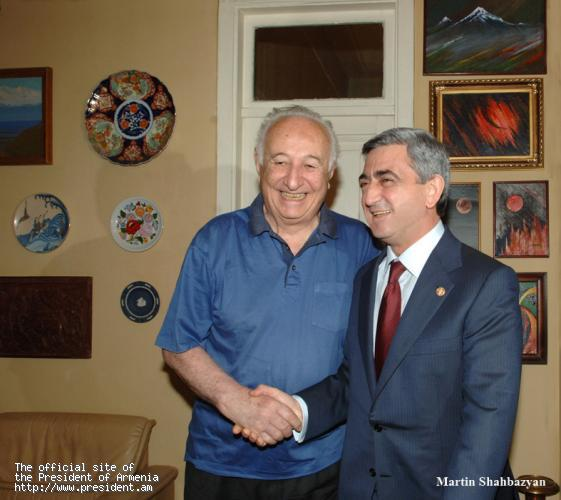
سرگئی هامبارتسومیان و سرژ سارگسیان